# Kozje
Kozje este o localitate din comuna Kozje, Slovenia, cu o populație de 738 de locuitori.